# صفحه شانه‌ای

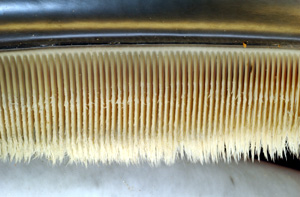
شاخه‌های مویی چسبیده به انتهای هر صفحه شانه‌ای.

صفحه‌های شانه‌ای، که با نام والانه و استخوان نهنگ نیز خوانده می‌شوند، صفحه‌هایی عمودی در فک بالایی نهنگ‌های بی‌دندان هستند که آن‌ها را قادر می‌سازند تا با فیلتر کردن و تصفیه آب دریا، موجودات کوچک سخت‌پوست موجود در آن را به دام بیندازند. صفحه شانه‌ای از کراتین ساخته شده است، ماده‌ای که در ناخن‌ها و موی انسان نیز یافت می‌شود.
بسته به نوع گونه، طول صفحه‌های شاخه‌ای می‌تواند از ۰٫۵ تا ۳٫۵ متر تغییر کند. بعضی نهنگ‌ها همچون نهنگ قطبی صفحه‌های شانه‌ای بلندتری نسبت به دیگران دارند. وزن صفحه‌ها می‌تواند تا ۹۰ کیلوگرم نیز برسد. موهای ریز انتهای هر صفحه «موی والانه» یا «موی صفحه شانه‌ای» خوانده می‌شوند. این موها در نهنگ سئی به شدت آغشته به کلسیوم هستند چرا که کلسیوم سختی آن‌ها را بالا می‌برد.

## نقش
نهنگ‌های بی‌دندان از صفحه‌های شانه‌ای برای شکار سخت‌پوستان ریزی همچون کریل بهره می‌گیرند. این نهنگ‌ها نخست آب زیادی را می‌بلعند، سپس با بستن دهان خود آب را به بیرون فشار می‌دهند. در این هنگام صفحه‌های شانه‌ای مانند یک الک مانع از بیرون رفتن جانوران ریز شده و نهنگ‌ها می‌توانند آن‌ها را با زبان خود جمع کرده و بخورند. در این فرایند گاه ماهی‌های کوچک نیز شکار می‌شوند. اگر طعمه‌های بزرگ چون ماهی‌های لجه‌ای و پرنده‌ها به دام بیفتند نهنگ آن‌ها را به بیرون تف می‌کند چرا که مریشان کوچک است و توانایی گذر طعمه‌های بزرگ را ندارد.

## بهره‌گیری انسان

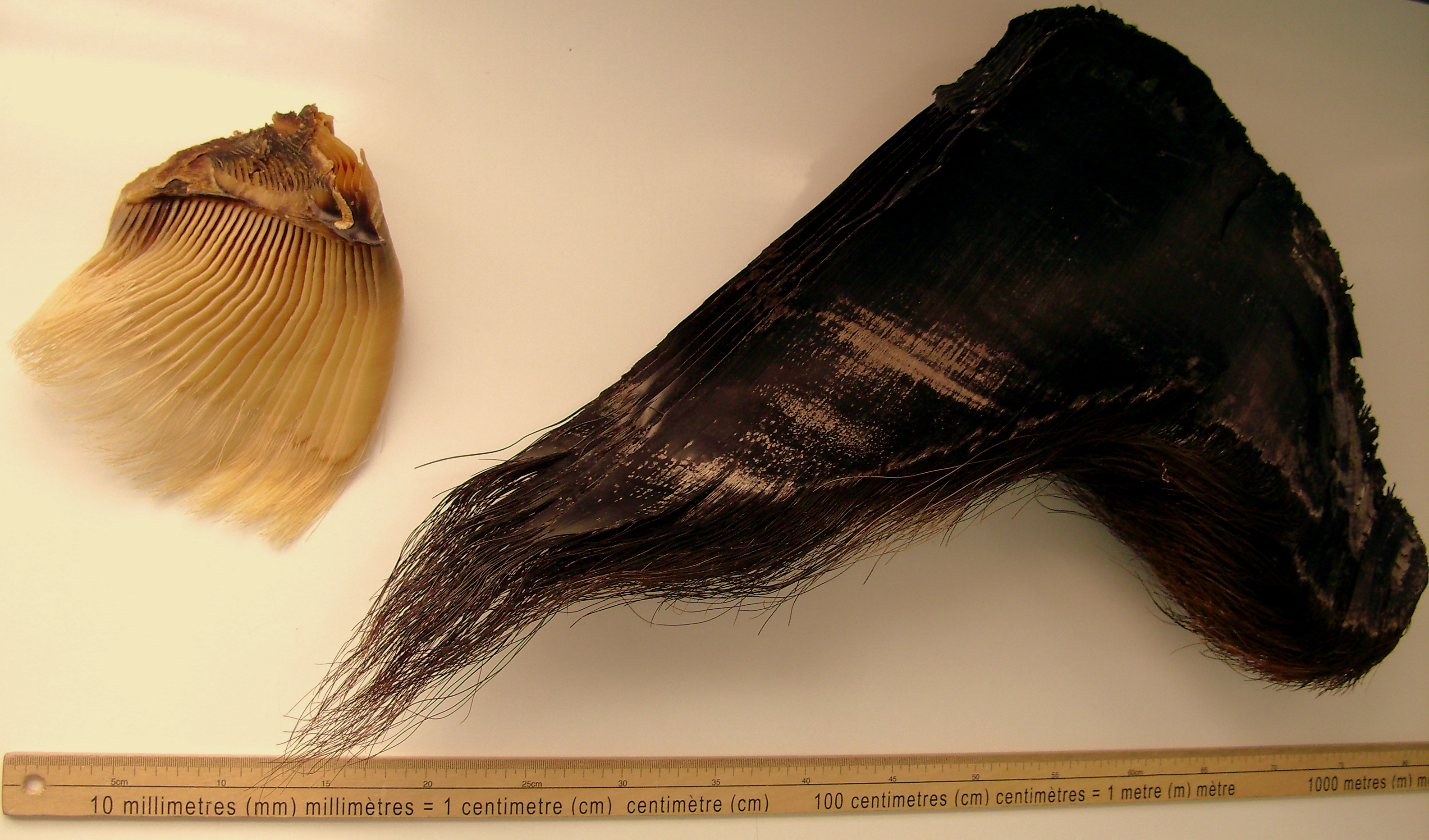
در چپ: والانه نهنگ نیزه‌ای معمولی، در راست: والانه نهنگ آبی.

از صفحه‌های شانه‌ای برای ساخت چتر بهره گرفته می‌شد. امروزه اما نه تنها این کار به دلیل حفاظت از نهنگ‌ها و منع شکارشان انجام نمی‌شود، بلکه مواد ترکیبی و فلزی بسیار مقاوم‌تر از این صفحه‌ها عمل می‌کنند.